# شنای سوئدی

تصویر متحرک یک حرکت شنا به صورت کامل (با افزایش فاصله دست‌ها از هم، فشار بر ماهیچه‌های سینه بیشتر از دست‌ها می‌شود)

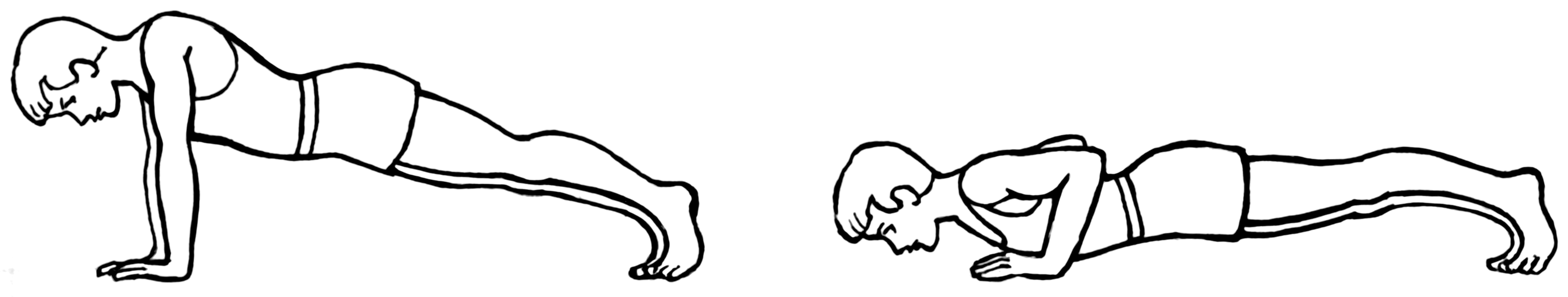
نمای جانبی از حرکت شنا

شنای سوئدی، شنو در ورزش باستانی یا پوش آپ (به انگلیسی: Push-up)، یکی از حرکات ورزشی ساده و بدون نیاز به ابزار است که با دراز کشیدن به صورت دمر و استفاده از قدرت دست‌ها و بازوها برای بالا و پایین بردن بدن انجام می‌گیرد.
شنا ماهیچه‌های سینه‌ای، سه‌سر بازویی (پشت‌بازو)، و بخش جلویی دالی (سرشانه) را مستقیماً به کار می‌گیرد و تقویت می‌کند. همچنین به صورت فرعی بر روی ماهیچه‌های دندانه‌ای پیشین (کنار قفسه سینه)، سایر قسمت‌های سرشانه، غرابی بازویی و قسمت میانی بدن تأثیر مثبت می‌گذارد.
شنا حرکت پایه‌ای است که از آن در تمرینات ورزشی و تربیت بدنی و به صورت رایج در تمرینات بدنی نظامی استفاده می‌شود. همچنین یک روش تنبیه متداول در آموزش‌های نظامی، مدارس ورزش و برخی از هنرهای رزمی محسوب می‌شود.

## انواع شنا

شنای باستانی یا شنا هندی

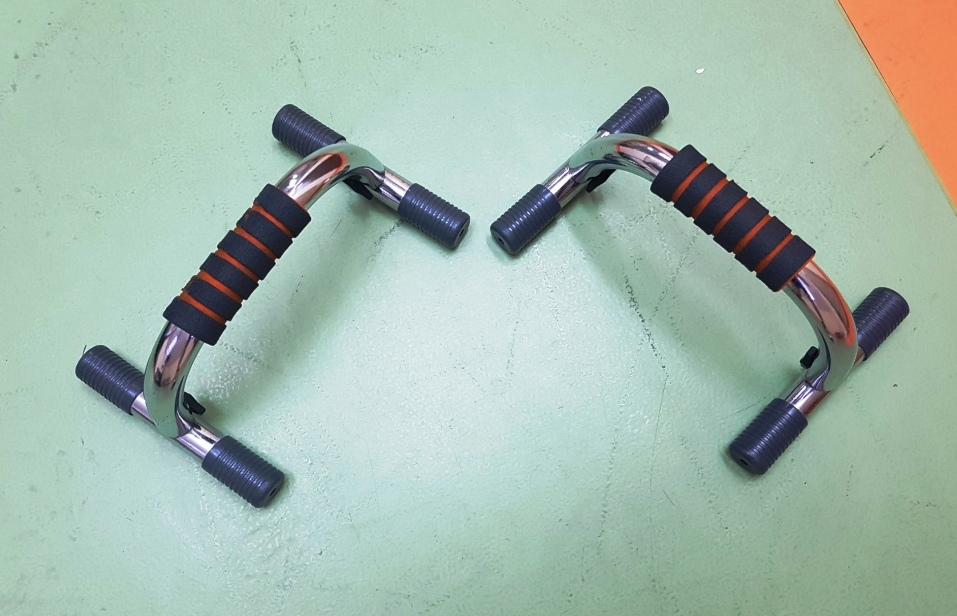
میله‌های پوش آپ

انواع بسیار زیادی از این حرکت وجود دارد. چهار نوع شنا که در ورزش زورخانه‌ای مرسوم است:
۱- شنای کرسی: در این شنا ورزشکاران پس از این که تخته شنا را بر کف گود گذاشتند دو سر آن را می‌گیرند و دو پا را در برابر آن تا آن جا که بتوانند چنان از هم باز می‌کنند که کف پاهایشان از کف گود بلند نشود و سپس شنا می‌روند.
۲- شنای دست و پا مقابل: در این شنا، دو دست ورزشکار بر روی تخته به فاصله بیست سانتی‌متر از هم قرار دارد و پاهای او در امتداد تن کشیده و جفت است.
۳- شنای دو شلاقه: شنای دو شلاقه همان شنای (دست و پا مقابل) است با این فرق که در آن دو بار پیاپی شنا می‌روند و پس از آن کمی درنگ و خستگی در می‌کنند و سپس دوباره دیگر پیاپی شنا می‌روند. این روش را تا پایان ورزش نگاه می‌دارند.
۴- شنای پیچ: در این شنا مانند شناهای دیگر دست‌های ورزشکار بر روی تخته از یکدیگر باز است و او نخست در حرکت اول سر خود را زیر بغل چپ می‌برد و تنه خود را به سوی راست می‌چرخاند و در حرکت دوم، سر خود را زیر بغل راست می‌برد و تنه را به سوی چپ می‌چرخاند و شنا را به همین روش ادامه می‌دهد.
۵- شنای باستانی